# Laccaria pumila
Laccaria pumila är en svampart som beskrevs av Fayod 1893. Laccaria pumila ingår i släktet Laccaria och familjen Hydnangiaceae.  Arten är reproducerande i Sverige. Inga underarter finns listade i Catalogue of Life.
I den svenska databasen Dyntaxa används istället namnet Laccaria altaica för samma taxon.  Arten är reproducerande i Sverige.